# Greville Cooke
Greville Cooke (* 1894; † 1992) war ein englischer Komponist und Musikpädagoge.
Cooke wurde 1918 als Priester der Church of England ordiniert, lebte in Tavistock, Ealing, St Paul’s Cransley and Buxted und wurde 1955 Kanoniker der Peterborough Cathedral. 
Daneben absolvierte er eine Ausbildung als Musiker an der Royal Academy of Music, wo er Klavierschüler von Tobias Matthay war, und am Christ’s College in Cambridge (Orgel) und unterrichtete von 1925 bis 1959 an der Royal Academy. Neben kirchenmusikalischen Werken (Hymnen, Anthems) komponierte er vorwiegend Klavierstücke und kleine kammermusikalische Werke. Am bekanntesten wurden die  Klavierstücke Reefs End sowie High Marley Rest, das er seinem Lehrer Matthay widmete.

## Werke
- Daydreams, Lied
- Shepherd Boy’s Song, Lied
- My Heaven, Lied
- Sea Croon für Cello und Klavier
- Meadowsweet für Klavier
- Whispering Willows für Klavier
- A Day at the Sea für Klavier
- Sundown für Klavier
- Reef’s End für Klavier
- Haldon Hills für Klavier
- Cormorant Crag für Klavier
- Pets’ Corner für Klavier
- High Marley Rest für Klavier, 1933; für Violine und Klavier, 1935